# MIX (Microsoft)
MIX е конференция на „Microsoft“, провеждана ежегодно и предназначена за разработчици и дизайнери, на която Microsoft показва предстоящите уеб-технологии.
Конференцията се организира всяка пролет във Venetian Hotel в Лас Вегас. За разлика от други по-технически ориентирани конференции, MIX е рекламирана и представяна като по-специфично насочена към дизайнерите, като обикновено за докладчици се канят специалисти, които взимат участие в други популярни конференции за дизайн, като SXSW. Също така конференцията спонсорира CSS дизайнерско състезание всяка година, за да рекламира конференцията. Microsoft също така използва конференцията като възможност да представи свои нови средства за дизайн и разработка, като например Microsoft Silverlight и Microsoft Expression Studio.
На 24 януари 2012 г. официалният блог на Microsoft съобщава, че MIX 12 няма да се състои. По-късно през същата 2012 г. MIX е заместена с BUILD, конференция за софтуерни и уеб-разработчици. Началото на конференцията BUILD е поставено през 2011 г. и оттогава се свиква ежегодно.
Предишни събития са MIX 06, MIX 07, MIX 08, MIX 09, MIX 10, MIX 11.